# Anton Mitrjoeskin
Anton Vladimirovich Mitrjoeskin (Russisch: Антон Владимирович Митрюшкин) (Krasnojarsk, 8 februari 1996) is een Russisch voetballer die als doelman speelt. Hij verruilde Spartak Moskou in februari 2016 voor FC Sion.

## Clubcarrière
Mitrjoeskin speelde in de jeugd voor SKA Rostov aan de Don en Spartak Moskou. Op 8 maart 2014 debuteerde hij in de Premjer-Liga tegen Terek Grozny. Spartak verloor de wedstrijd met 1–0. Vier dagen later stond de doelman opnieuw in de basiself, in een bekerduel tegen Tosno. Spartak verloor opnieuw met het kleinste verschil.

## Interlandcarrière
Mitrjoeskin won in 2013 met Rusland –17 het Europees kampioenschap voor spelers onder 17 jaar in Slowakije. In 2014 debuteerde hij voor Rusland –19 en Rusland –21. In 2015 neemt hij met Rusland –19 deel aan het Europees kampioenschap voor spelers onder 19 jaar.